# Wiatr balistyczny
Wiatr balistyczny - umowna wartość wiatru średniego (kierunku i prędkości) przyjmowana dla określonych wysokości atmosfery przyjmowana do obliczeń balistycznych, powodująca takie odchylenie pocisku od tabelarycznego toru lotu, jak przy wietrze rzeczywistym zmieniającym się w zależności od wysokości.